# Мусиенко, Иван Александрович
Иван Александрович Мусиенко (23 сентября 1915, Сумская область — 22 августа 1989, Львов) — советский военный лётчик и военачальник, генерал-майор авиации (1957). Герой Советского Союза (18 августа 1945).

## Биография
Родился 23 сентября 1915 года в селе Ямное Великописаревского района Сумской области Украины в семье крестьянина-бедняка. Украинец. Член ВКП(б)/КПСС с 1942 года. Окончил семилетнюю школу.
В 1932 году приехал в Харьков, работал на канатном заводе.
В августе 1936 года поступил в Чугуевскую военную школу пилотов. Служил в 38-м скоростном и бомбардировочном авиационном полку в должности командира звена.
В составе этой части сражался с первых дней Великой Отечественной войны на Западном фронте. Затем воевал на Брянском, Калининском, 1-м Прибалтийском фронтах.
Иван Александрович Мусиенко прошёл боевой путь от командира звена до командира авиаполка. С июля 1942 года по октябрь 1943 года он командовал эскадрильей. За это время она совершила 652 боевых вылета на разведку и штурмовку войск противника. А полк под его командованием с октября 1944 по январь 1945 года уничтожил около двухсот автомашин, более ста железнодорожных вагонов, четыре склада с горючим, десять дзотов, около полусотни орудий противотанковой и зенитной артиллерии и много другой боевой техники, а также живой силы противника.
Сам И. А. Мусиенко совершил 126 боевых вылетов. О его ратных подвигах в годы войны неоднократно рассказывала фронтовая и центральная пресса. В феврале 1945 года 6-й гвардейский штурмовой авиационный полк И. А. Мусиенко действовал в полосе наступления 3-го Белорусского фронта. Здесь гвардейцы-штурмовики совместно с авиацией Краснознамённого Балтийского флота участвовали в выполнении общей задачи: оттеснить вражеские силы от побережья Фришес-Хафф и не допустить их эвакуации на косу Фрише-Нерунг. Поставленные перед полком задачи были успешно выполнены. В результате штурмовых ударов нашей авиации противник понёс большие потери в живой силе и технике. Лётчики полка И. А. Мусиенко прерывали коммуникации, по которым осуществлялось снабжение и эвакуация вражеских частей по Балтийскому морю.
Указом Президиума Верховного Совета СССР от 18 августа 1945 года за умелое командование частью, мужество и отвагу, проявленные в боях с фашистскими захватчиками, гвардии майору Мусиенко Ивану Александровичу присвоено звание Героя Советского Союза с вручением ордена Ленина и медали «Золотая Звезда».
После окончания войны Мусиенко 15 октября 1945 года был направлен слушателем на курсы усовершенствования офицерского состава при Военной академии ВВС, по окончании которых 9 марта 1946 года он вновь вступил в командование 6-м ГШАП, который базировался в Прибалтийском военном округе. С 11 августа 1947 года был назначен заместителем командира 1-й гвардейской штурмовой авиадивизии 1-го штурмового авиакорпуса 1-й воздушной армии Белорусского военного округа. С 14 мая 1949 года был назначен командиром 1-й гвардейской штурмовой авиадивизии 60-го авиакорпуса 26-й воздушной армии с присвоением звания «полковник». С 7 декабря 1951 года стал слушателем авиационного факультета Высшей Военной Академии им. Ворошилова. По её окончании 10 ноября 1953 года он был назначен командиром 206-й штурмовой авиадивизии 57-й воздушной армии Прикарпатского военного округа, размещённой в г. Бродах. 27 августа 1957 года ему было присвоено звание генерал-майор авиации. С 31 мая 1958 года занимал должность заместителя командующего 57-й воздушной армии по боевой подготовке. В 1960 года во время учений Прикарпатского военного округа в воздухе столкнулись два вертолёта, виновным в этой катастрофе «назначили» Ивана Александровича, он был отстранён от должности и 8 октября 1960 года уволен в запас.
Жил во Львове, работал во Львовском филиале института «Укрсельхозтехпроект», принимал активное участие в общественно-политической жизни города. 
Умер 24 августа 1989 года. Похоронен на Лычаковском кладбище в городе Львове.

## Награды и звания
- Звание Герой Советского Союза. Указ Президиума Верховного Совета СССР от 18 августа 1945 года:
  - орден Ленина,
  - медаль «Золотая Звезда» № 8650.
- Орден Ленина. Указ Президиума Верховного Совета СССР от 28 апреля 1944 года.
- Орден Красного Знамени. Приказ Военного совета Калининского фронта № 300 от 26 августа 1942 года.
- Орден Красного Знамени. Приказ Военного совета 3-й воздушной армии № 0336 от 3 декабря 1943 года.
- Орден Красного Знамени. Приказ Военного совета 3-й воздушной армии № 0285 от 30 апреля 1945 года.
- Орден Красного Знамени. Указ Президиума Верховного Совета СССР от 30 декабря 1956 года[1].
- Орден Александра Невского. Приказ Военного совета 3-й воздушной армии № 083 от 4 декабря 1942 года.
- Орден Отечественной войны I степени. Указ Президиума Верховного Совета СССР от 6 апреля 1985 года[2].
- Орден Красной Звезды. Указ Президиума Верховного Совета СССР от 19 ноября 1951 года[1]
- Медали СССР.
- Орден Британской империи V степени.